# ويليام إرفينغ تورنر
ويليام إرفينغ تورنر (بالإنجليزية: William Irving Turner)‏ هو مهندس معماري أمريكي، ولد في 1890، وتوفي في 1950.